# ストーン・アローン
『ストーン・アローン』（Stone Alone）は、イングランドのロック・ミュージシャン、ビル・ワイマンが1976年に発表した、ソロ名義では2作目のスタジオ・アルバム。

## 背景
収録曲のうち2曲はカヴァーで、「3時15分前」はゲイリー・U.S.ボンズが1961年にシングル・ヒットさせた曲、「イフ・ユー・ウォナ・ビー・ハッピー」はジミー・ソウルが1963年にシングル・ヒットさせた曲である。また、「フィート」はダニー・コーチマーが提供した曲で、1981年にはスティーヴ・クロッパーによってカヴァーされている。

## 反響・評価
アメリカでは1976年4月17日付のBillboard 200で166位に達した。1976年4月には「3時15分前」、同年9月には「アパッチ・ウーマン」がシングル・カットされたが、いずれも英米のシングル・チャート入りは果たせなかった。
Donald A. Guariscoはオールミュージックにおいて5点満点中1.5点を付け「悲しいことに、前作とは異なり焦点が絞られておらず、強力な曲にも欠け、ロック・スターがエゴを丸出しにしたサイド・プロジェクトの典型に終わっている。とはいえ、『ストーン・アローン』は野心的な作品ではあり、ほぼ全曲とも各々異なる音楽スタイル（1950年代風ロック、ディスコ、レゲエ等）が試みられており、ワイマンは真の名士であるゲスト・ミュージシャン（ドクター・ジョン、アル・クーパー、ジョー・ウォルシュ等）を迎えて、それらの曲に命を吹き込んでいる」と評している。

## 収録曲
特記なき楽曲はビル・ワイマン作。
1. 3時15分前 - "A Quarter to Three" (Gene Barge, Gary U.S. Bonds, Frank Guida, Joseph Royster) - 3:10
2. ギミー・ジャスト・ワン・チャンス - "Gimme Just One Chance" - 2:49
3. ソウル・サティスファイング - "Soul Satisfying" - 2:43
4. アパッチ・ウーマン - "Apache Woman" - 3:34
5. エブリィ・60・セコンド - "Every Sixty Seconds" - 4:12
6. ゲット・イット・オン - "Get It On" - 3:35
7. フィート - "Feet" (Danny Kortchmar) - 4:04
8. ピーナッツ・バター・タイム - "Peanut Butter Time" - 3:54
9. ワイン&ウィメン - "Wine and Wimmen" - 3:26
10. イフ・ユー・ウォナ・ビー・ハッピー - "If You Wanna Be Happy" (Carmela Guida, Frank Guida, Joseph Royster) - 2:50
11. ホワッツ・ザ・ポイント - "What's the Point" - 2:35
12. ノー・モア・フーリン - "No More Foolin'" - 3:31

### 2005年再発CD (TECI-24301)ボーナス・トラック
1. キャント・プット・ユア・ピクチャー・ダウン - "Can't Put Your Picture Down" - 3:08
2. ラブ・イズ・サッチ・ア・ワンダフル・シング - "Love Is Such a Wonderful Thing" - 4:21

## 参加ミュージシャン
- ビル・ワイマン - ボーカル、ベース、パーカッション、エレクトリック・ギター、アコースティック・ギター、ピアノ
- ボブ・ウェルチ - エレクトリック・ギター(on #1, #12)、アコースティック・ギター(on #2, #8)
- ヴァン・モリソン - アルト・サクソフォーン(on #1)、ハーモニカ(on #5)、アコースティック・ギター(on #11)
- ダニー・コーチマー - エレクトリック・ギター(on #3, #4, #6, #7, #8, #9, #10)、アコースティック・ギター(on #9)
- テリー・テイラー - エレクトリック・ギター(on #3, #4)、スライドギター(on #6)、レスリー・ギター(on #9)
- ジャッキー・クラーク - エレクトリック・ギター(on #3, #9)
- ジョー・ウォルシュ - スライドギター(on #5, #11)、エレクトリック・ギター(on #7)
- ロン・ウッド - エレクトリック・ギター(on #7)
- マーク・ナフタリン（英語版） - ピアノ(on #1, #8, #12)
- ドクター・ジョン - オルガン(on #2)、マリンバ(on #2)、エレクトリックピアノ(on #3)
- ラウル・ハリス - オルガン(on #3)
- アルビー・ガルテン（英語版） - シンセサイザー(on #3, #4, #6, #9, #10)
- ヒュービー・ハード - オルガン(on #4, #6, #9, #10)
- ニッキー・ホプキンス - ピアノ(on #6)、オルガン(on #8)
- アル・クーパー - ピアノ(on #7)
- ダラス・テイラー - ドラムス(on #1, #2, #3, #4, #6, #8, #9, #10, #11)、パーカッション(on #1, #7)
- ジム・ケルトナー - ドラムス(on #5)
- ジョー・ヴィターレ - ピアノ(on #5)、ドラムス(on #7)、RMIエレクトラピアノ(on #11)
- グレッグ・エリコ - ドラムス(on #12)
- ギジェ・ガルシア - パーカッション(on #1, #3, #4, #7, #8, #9)
- Rocki Dzidzornu - パーカッション(on #9)
- ロバート・グリーニッジ - スティール・ドラム(on #3)
- マーク・コルビー - サクソフォーン(on #10)
- フロイド・クーリー - チューバ(on #12)
- ジョン・マクフィー - フィドル(on #11)、ペダル・スティール(on #11)
- ルース・ポインター&ボニー・ポインター - バッキング・ボーカル(on #1, #3, #4, #5, #7, #8, #9, #11)
- クライディ・キング&ヴェネッタ・フィールズ - バッキング・ボーカル(on #2, #10)
- ミック・ジレット（英語版）、スティーヴ・クプカ、レニー・ピケット（英語版）、エミリオ・カスティロ（英語版） - ホーン・セクション